# Annan (Regno Unito)

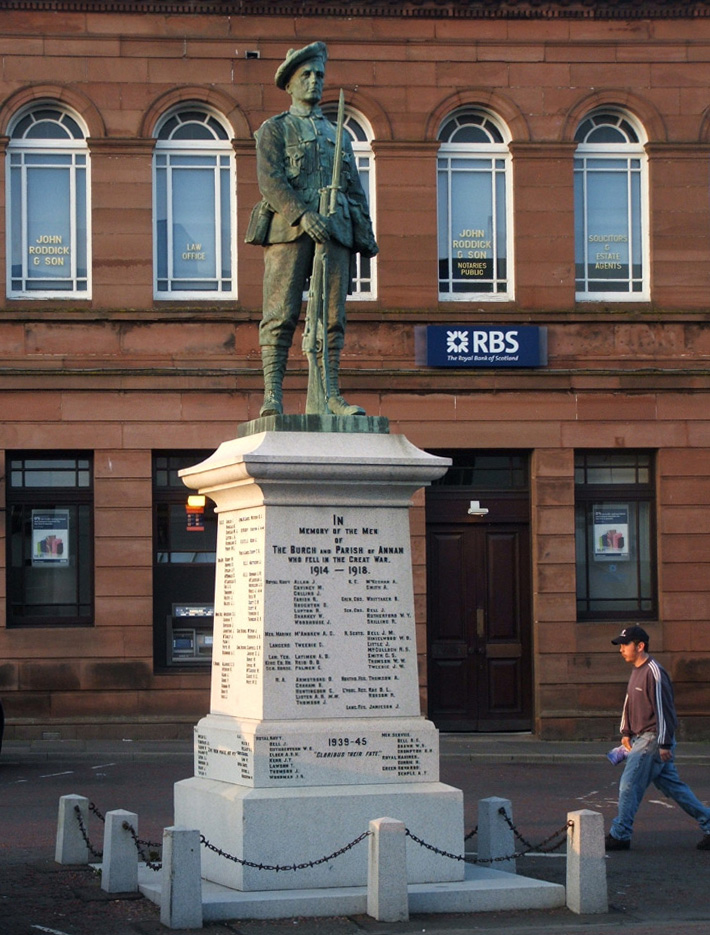
Annan: memoriale di guerra

Annan (in gaelico scozzese: Inbhir Anainn) è una cittadina (e anticamente un burgh) di circa 8.800-8.900 abitanti  della costa sud-occidentale della Scozia, facente parte dell'area di consiglio del Dumfries e Galloway (contea tradizionale: Dumfriesshire) e situata di fronte al Solway Firth e lungo il corso del fiume omonimo, al confine con l'Inghilterra.

## Geografia fisica
Annan si trova a circa 8 miglia (13 km) dal confine con l'Inghilterra e a 1–2 miglia (1,6–3,2 km) a nord dell'estuario sul Solway Firth del fiume Annan, in prossimità delle località scozzesi di Gretna Green e Dumfries e della cittadina inglese di Carlisle (Cumbria). La località si estende lungo la sponda orientale del fiume Annan.

## Origini del nome
Il nome della località deriva forse da una divinità femminile celtica della fertilità di nome Anu.

## Storia
Annan si sviluppò agli inizi del XIV secolo come porto fluviale e capitale della regione storica di Annandale. In quel periodo, fu anche realizzato da Robert the Bruce un castello in loco
Tra il XIV e il XVI secolo, vista la sua posizione strategica lungo il confine, Annan fu spesso occupata dalle truppe inglesi.

Agli inizi del XX secolo, i commerci che interessavano il porto fluviale di Annan conobbero un progressivo declino.

## Monumenti e luoghi d'interesse

### Architetture civili

#### Municipio
Tra gli edifici d'interesse di Annan, figura il municipio, la cui forma attuale risale al 1876-1877.

#### Annan Bridge
Altro edificio d'interesse è l'Annan Bridge, costruito nel 1826 su progetto di Robert Stevenson.

## Società

### Evoluzione demografica
Nel 2016, la popolazione stimata di Annan era pari a 8.780 abitanti, di cui 4.562 erano donne e 4.218 erano uomini.
La popolazione al di sotto dei 20 anni era pari a 1.986 unità, di cui 1.065 erano i bambini al di sotto dei 10 anni.
La località ha conosciuto un decremento demografico rispetto al 2011, quando la popolazione censita era pari a 8.960 abitanti. Il dato risulta comunque in notevole rialzo rispetto al 2001, quando la popolazione censita era pari a 8.130 abitanti.